# 玻璃窗的愛
《玻璃窗的愛》是香港女歌手陳慧嫻於1984年推出的一首大熱歌曲。這首歌是陳慧嫻脫離「少女雜誌」作個人發展後的第一首主打歌曲，收錄於《故事的感覺》內，繼續由其伯樂安格斯包辦曲、詞、編，監製李振權。歌曲無論外界反應給成績都相當不俗，歌曲成為RTHK的冠軍作品，是陳慧嫻繼《逝去的諾言》後，再度奪得冠軍歌，並且取得最佳新人獎。值得一提的是，陳慧嫻作為新人取得冠軍歌已實屬難得，更是連取兩首，可見她的成績相當好。

## 簡介
自從以「少女雜誌」名義推出歌曲《逝去的諾言》嶄露頭角後，陳慧嫻一鳴驚人，其所屬公司法安利於是安排她個人發展，推出《故事的感覺》專輯，而安格斯亦為她度身訂造多首歌曲，主打歌《玻璃窗的愛》便是由安格斯一手包辦。陳慧嫻繼續保持純情少女形象。陳慧嫻最為人賞識的地方是雖然她嬌小玲瓏，但卻有一把成熟而響亮的聲音及出色的唱功，令她極速竄紅。歌曲是講述女主角為男友付出很多，希望自己是對方的「最後一個」，歌詞「柔情在今天為他奉獻 似玻璃窗已看清睇見」，便是指自己以身相許，讓對方看得自己一清二楚，毫無保留，就像「玻璃窗」一樣透明了。

## 成績
- RTHK中文歌曲龍虎榜 - 冠軍

## 其他版本
本歌曲亦曾有不少歌手翻唱過，以下為部份:
- 區瑞強
- J.Arie(2014) - 新城音樂會中翻唱本曲[3]
- 黃山怡(2015) - 無綫電視節目《Sunday靚聲王》第22集